# Michael Schödelock
Michael Schödelock, Michel Schödelock – bursztynnik, członek gdańskiego cechu bursztynników, aktywny w Gdańsku w okresie 1643–1672.
Do współczesności zachowała się sygnowana nazwiskiem bursztynnika miniaturowa armata wykonana z bursztynu w roku 1660, przechowywana w kolekcji Westpreußisches Landesmuseum w Münster. Jego też dziełem jest, również sygnowana, bursztynowa klepsydra z zegarem zdobiona płaskorzeźbami z kości słoniowej datowana na połowę XVII w. ze zbiorów portugalskiego Museu António Medeiros e Almeida w Lizbonie. Ponadto na podstawie porównawczej analizy stylistycznej zdołano przypisać mu przypuszczalne autorstwo bursztynowego ołtarzyka zdobionego kością słoniową, znajdującego się w Muzeum Narodowym w Krakowie i wcześniej wiązanego z warsztatem innego gdańskiego bursztynnika, Michaela Redlina.